# Salvador do Monte
Salvador do Monte es una freguesia portuguesa del concelho de Amarante, con 7,47 km² de superficie y 1.154 habitantes (2001). Su densidad de población es de 154,5 hab/km².